# Боровая (приток Иртыша)
Боровая — река в России, протекает по Уватскому району Тюменской области. Образуется слиянием рек Носка и Аркалым на высоте 31,6 м над уровнем моря к востоку от села Красный Яр. Преимущественное направление водотока — на север. Устье реки находится в 447 км по левому берегу реки Иртыш на высоте 30,4 м близ села Алымка. Длина реки составляет 33 км.

## Притоки
- 11 км: Алымка (приток Боровой) (лв)
- 30 км: Носка (лв)

## Данные водного реестра
По данным государственного водного реестра России относится к Иртышскому бассейновому округу, водохозяйственный участок реки — Иртыш от впадения реки Тобол до города Ханты-Мансийск (выше), без реки Конда, речной подбассейн реки — бассейны притоков Иртыша от Тобола до Оби. Речной бассейн реки — Иртыш.
Код объекта в государственном водном реестре — 14010700112115300013135.